# ایرج میرزا پورتیمور
ایرج ميرزا پورتیمور  از سیاستمداران ایرانی بود، که در دوره‌ ششم بعنوان نماینده مشهد  در مجلس شورای ملی حضور داشت.